# 't Zandstervoorwerk
 't Zandstervoorwerk is een buurtschap in de gemeente Eemsdelta  in de provincie Groningen. Het ligt even ten zuidoosten van Zijldijk, aan de weg naar 't Zandt.
De naam verwijst naar het voorwerk dat hier in de Middeleeuwen heeft gelegen. Het was een buitenhof van het Klooster Bloemhof in Wittewierum. Vanuit het voorwerk, gelegen in de dichtslibbende Fivelboezem werd in de veertiende eeuw de Zijldijk aangelegd tot aan Uithuizermeeden. Op de plaats van het voormalige voorwerk staan nu twee forse boerderijen, waarvan de kop-hals-rompboerderij zou stammen uit 1570.
Groningen: Steden en dorpen      Nederland: Provincies · Gemeenten